# Гамера 3: Месть Ирис
«Гамера 3: Месть Ирис» (яп. ガメラ3 邪神〈イリス〉覚醒 Гамэра сури: дзясин (Ирису) какусэй) — японский фильм 1999 года жанра кайдзю-эйга. Это одиннадцатый фильм о Гамере, пятый о Гяосе и первый и единственный с участием Ирис. Фильм является завершающим трилогию Хейсея о Гамере, а также последним, снятым компанией Daiei Motion Picture Company в сотрудничестве с Toho. Это заключительный фильм о Гамере, режиссёром которого был Сюсукэ Канэко.
Это последний фильм о Гамере, который официально распространялся в России.
Релиз фильма на DVD состоялся в 2003 году.

## Сюжет
Спустя три года после нападения легиона во всех частях мира начинают появляться Гяосы, неся угрозу человечеству. Правительство Японии снова привлекает к этому делу орнитолога Нагаминэ.
В это время запущенный невдалеке от Окинотори исследовательский батискаф обнаруживает целое подводное кладбище гигантских черепах, похожих на Гамеру. К руководившей исследованиями морской компании прибывают таинственные агенты Мито Асакура и Синья Курата, заинтересованные в хранящихся в засекреченном месте талисманах Гамеры. Оказалось, все талисманы странным образом были сломаны после завершения схватки Гамеры с легионом.
Пока происходят все эти события, в одной деревне подрастает обыкновенная 16 летняя школьница Аяна. Её родители погибли в Токио во время одного из последних появлений Гамеры, после чего её с младшим братом приютили родственники, а Аяна затаила ненависть к Гамере. К ней и брату очень плохо относятся одноклассники, и однажды Аяне под их натиском приходится войти в заброшенную пещеру, где, согласно слухам, обитает чудовище. Вместе с относящимся к ней с жалостью и пониманием юношей Морибэ она находит в пещере необычный камень со странными символами, а также необычно крупное яйцо. Морибэ думает сохранить увиденное в тайне. Аяна узнаёт в местном научно-исследовательском институте о представлениях древних народов о защитниках четырёх частей света. Аяна проявляет особый интерес к защитнику юга — алой птице.
На следующий день Аяна, ничего не подозревающая о страшной тайне пещеры, вновь решает туда зайти и на этот раз случайно находит там необычный металлический предмет (напоминающий талисман Гамеры, но чёрный и отличающийся размером и формой) и вылупившееся из яйца похожее на Гяоса существо, но совсем не агрессивное. Аяна называет её Ирис (так же звали её кошку, погибшую вместе с её родителями). Аяну и Ирис находит Морибэ, он предупреждает Аяну об опасности, но она не хочет его слушать.
В это время в Сибуе появляются два Гяоса. Прилетевшая следом за ними Гамера уничтожает обоих, но во время схватки разрушается значительная часть городского района и гибнет много людей.
Нагаминэ встречается с девушкой Асаги, которая установила духовную связь с Гамерой во время первого появления гигантской черепахи. Асаги рассказывает об услышанных во время обучения за границей легендах народов Океании о мане, и предполагает, что Гамера сумела победить Гяосов и легион именно благодаря мане.
Аяна продолжает посещать пещеру и подкармливать Ирис, и в один день Ирис выбирается наружу. Видя у Аяны свой символ, существо заключает её в кокон и прячется с ней в пещере. Обеспокоенный долгим отсутствием Аяны, Морибэ отправляется в пещеру, взяв из тайника старый кинжал, который, согласно преданию, способен защитить его обладателя от враждебной силы. Он освобождает лишившуюся сознания Аяну. Все обвинения возлагают на Морибэ, а девочку увозят в Киото. Нагаминэ и Асаги пытаются найти Аяну и выясняют, что её увезли по просьбе Асакуры. В Киото они встречаются с Куратой. Тот оказывается хорошо осведомлён о Гамере, Гяосах и об Ирис. Курата пугающе насмешливо отзывается о нападениях Гяосов и о Гамере.
Морибэ узнаёт, что Аяна в Киото и, опасаясь, что Ирис возможно полетит туда, отправляется в город. В это время снова оказавшаяся на свободе Ирис увеличивается в размере, становясь жутким монстром. Разгромив слабый армейский отряд, она взлетает и направляется в Киото. Ирис снижается в городе, где находятся Нагаминэ, Асаги, Асакура, Курата и интересующая монстра Аяна. Прилетает Гамера и сражается с монстром. Аяна наблюдает за Ирис и приказывает ей убить Гамеру. Асаги пытается убедить Аяну, что Гамера на стороне людей, а не наоборот. Сражающиеся чудовища приближаются к аэропорту, разрушая всё вокруг. В критический момент Асакура срывает талисман с Аяны, сама желая воссоединиться с Ирис. Гамера и Ирис падают на здание, Асакура и Курата погибают под обломками.
Ирис склоняется над Аяной, пытаясь завершить воссоединение, но появляется Морибэ. Он бросает кинжал между монстром и девочкой, прерывая контакт, но Ирис отбрасывает его щупальцем и засасывает в себя Аяну. Внутри тела Ирис Аяна погружается в свои воспоминания о том дне, когда погибли её родители. На этот раз она вспоминает не только Гамеру, но и злобного Гяоса, противостоявшего ей. Аяна понимает свою ошибку, и в этот момент поднявшаяся Гамера пытается разорвать тело Ирис и освободить Аяну. Ирис протыкает клешнёй правую лапу Гамеры, пригвождая её к колонне и высасывает из неё ману. Ирис начинает совершенствоваться и уже пытается выстрелить огненными шарами из щупалец, но в последний момент Гамера сжигает свою лапу. Отражая своей раной поток маны Ирис, свободной лапой Гамера вырывает из его тела кокон с Аяной. Ирис погибает от отражённого потока собственной манны, Аяна приходит в себя и не может поначалу поверить, что Гамера её спасла.
Аяна, Морибэ, Нагаминэ и Асаги наблюдают за уходящей Гамерой, готовой до конца сражаться с сотнями Гяосов, которые стали слетаться к Японии со всех сторон света…

## В ролях
| Актёр              | Роль               |
| ------------------ | ------------------ |
| Синобу Накаяма     | орнитолог Нагаминэ |
| Ай Маэда           | Аяна Хирасака      |
| Аяко Фудзитани     | Асаги Кусанаги     |
| Нодзоми Андо       | Миюки Морибэ       |
| Сэнри Ямадзаки     | Мито Асакура       |
| Тору Тэдзука       | Синья Курата       |
| Такасаки Наями     | Такоси             |
| Кендзи Сото        | доктор Сато        |
| Юкидзиро Хотару    | инспектор Осако    |
| Хирофуми Фукудзава | Гамера             |
| Акира Ояси         | Ирис               |

## Награды
«Месть Ирис» признан не только самым лучшим фильмом о Гамере из эры Хейсей, но и одним из самых лучших фильмов о кайдзю вообще. Фильм получил одобрительные отзывы от критиков, а также награды:
- 2000 — в конкурсе Mainichi Film Concours в номинации «Лучший саундтрек».
- 1999 — в конкурсе Japanese Internet Film в номинации «Лучший фильм».

## Дополнительные сведения
- Актёр Акира Ояси, исполнивший роль Ирис, изображал Гамеру в предыдущем фильме.
- Рабочее название фильма звучало как «Гамера 1999: Несомненный Защитник Вселенной» (Gamera 1999: The Absolute Guardian of The Universe ).